# Mike Williams
Michael George  Williams (Chicago, Illinois; 14 de agosto de 1963) es un exjugador de baloncesto estadounidense. Con 2,03 metros de estatura, jugaba en la posición de ala-pívot.

## Trayectoria
Williams, originalmente seleccionado por los Golden State Warriors con la cuarta elección en la tercera ronda del draft de la NBA de 1986, jugó para los Sacramento Kings y los Atlanta Hawks de la NBA durante la temporada 1989-1990, con un promedio de 0,7 puntos y 1,1 rebotes por partido.
Williams ganó un campeonato de la Asociación Continental de Baloncesto (CBA) con los La Crosse Catbirds en 1990.

## Vida después del baloncesto
Con una enorme corpulencia, después de retirarse del baloncesto se dedicó a ser guardaespaldas. El 29 de noviembre de 2009, tras una década protegiendo a estrellas de Hollywood recibió ocho disparos al intervenir en una pelea en un club de Atlanta. Pasó dos meses en coma con una grave lesión en la médula espinal, perdió un riñón y parte del hígado.